# Грюнфельд, Йегуда
Йегу́да Грю́нфельд (ивр. יהודה גרינפלד‎; род. 28 февраля 1956, Дзержонюв) — израильский шахматист, гроссмейстер (1980).
В составе команды Израиля участник ряда олимпиад, в том числе 25-й и 26-й (1982 и 1984) — 1—2-я доска. Участник межзональных турниров в Риге (1979) — 12-е место и Загребе (1987) — 8—11-е место. Победитель и призёр около 20 международных турниров, в том числе: Нетания (1977) и Гёусдал (1978; Норвегия) — 1-е; Биль (1979 и 1980) — 1—2-е и 1-е; Оберварт (1980; Австрия) — 1—4-е; Нью-Йорк (1981) — 1-е: Лугано (1981) — 1—3-е; Дортмунд (1984) — 1-е; Филадельфия (1985) — 1—3-е; Холон (1986/1987) — 1—4-е; Мюнхен (зональный турнир ФИДЕ, 1987) — 1-е места.

## Изменения рейтинга
| Графики недоступны из-за технических проблем. См. информацию на Фабрикаторе и на mediawiki.org. |